# BBC Radio Jersey

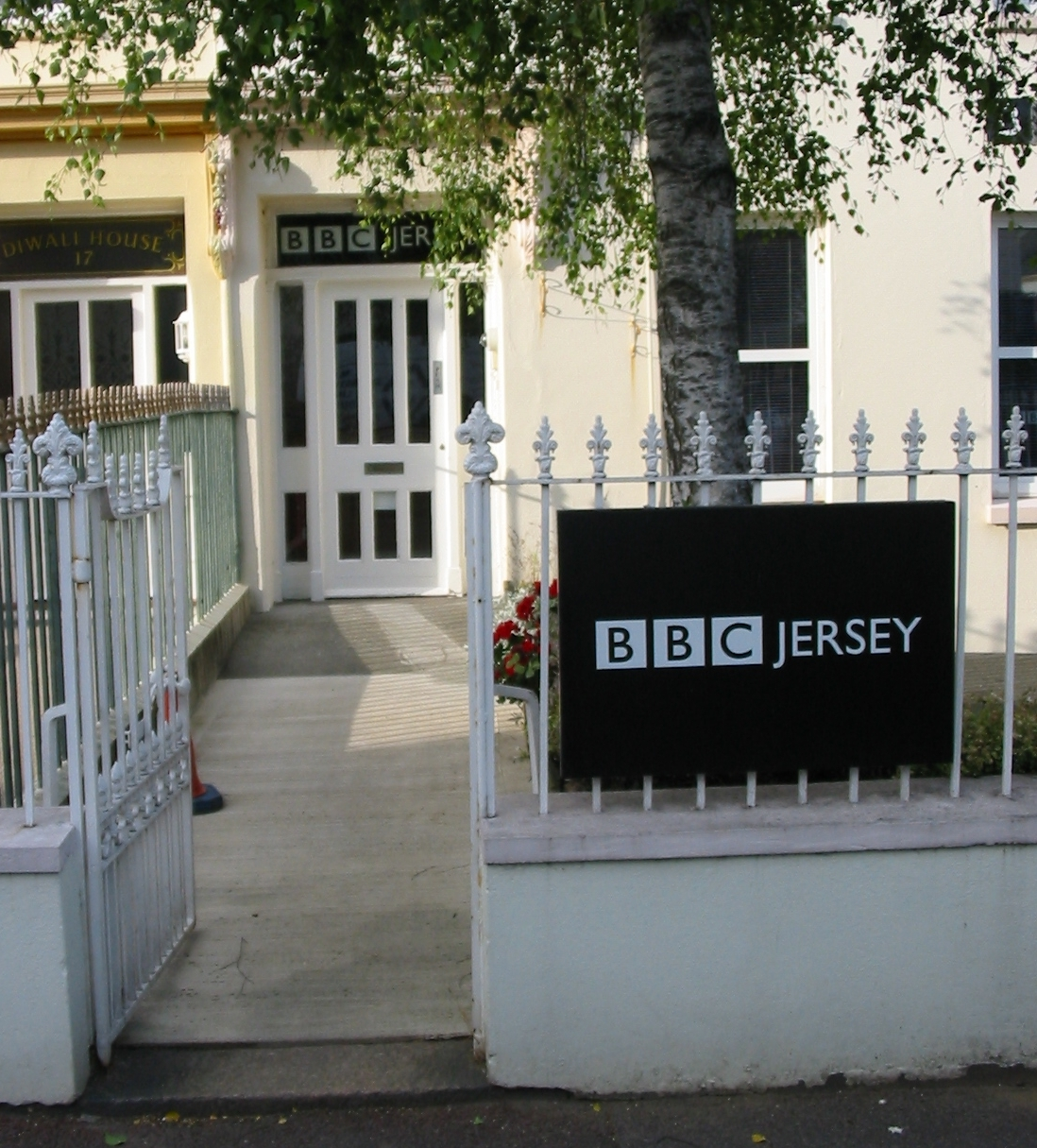
BBC Radio Jersey, 2008.

BBC Jersey (en anglais: BBC Radio Jersey; en jersiais: BBC Radio Jèrri) est une station locale de radio émettant depuis la capitale du bailliage de Jersey, Saint-Hélier.
Il est possible de la recevoir par radio FM et AM sur l'île de Jersey et dans le monde par son site internet en live streaming.

## Histoire
La radio a été ouverte à l'initiative de George Howard, alors président de la BBC. Alors qu'elle émet pour la première fois le 15 mars 1982, la première voix entendu est celle de Peter Gore, membre d'une équipe de 4 personnes.
Elle est émise depuis Broadcasting House dans Saint-Hélier depuis 1982 avant de déménager en mars 1984 dans un bâtiment situé sur Parade Road où la radio partage les bureaux avec le journal télévisé local, la BBC Channel Islands.
En 2012, le présentateur Roger Bara qui anime alors une émission matinale appelé The Breakfast Show, prend sa retraite.

## Diffusion
La radio est diffusée par la station radio de Fremont Point qui émet sur toutes les îles anglo-normandes grâce à un réseau de 6 relais situés sur Jersey, Guernesey et Aurigny.

## Programmation
La majorité des programmes diffusés est produite depuis Saint-Hélier. La radio retransmet également des programmes de ses radios sœurs du Sud-Ouest des Îles Britanniques avec la BBC Radio Devon et la BBC Radio Bristol.
La BBC Radio Jersey retransmet les nouvelles et résultats sportifs de la BBC Radio 5 les nuits en semaine et le dimanche soir.
La radio a la particularité de diffuser les nouvelles le dimanche soir en trois langues: le jersiais, dialecte normand de l'île, le portugais et le polonais.
La radio retransmet les matchs de l'équipe de rugby de l'île, les Jersey Reds.

## Promotion de la langue locale
Tous les lundis matin ainsi que tous les samedis, la BBC Jersey diffuse des programmes en jersiais, la langue normande locale, notamment "La Lettre Jèrriaise" un petit programme entièrement en jersiais en fin de semaine.